# Новокузнецк (аэропорт)
Международный аэропорт Новокузнецк им. Б. В. Волынова (ранее — Спиченково) — российский международный аэропорт федерального значения, один из двух аэропортов Кемеровской области, входит в число 50 наиболее загруженных аэропортов в России по объёму пассажиропотока. Лучший аэропорт России 2025 года среди авиагаваней с пассажиропотоком до 1 млн. человек.
Расположен на северо-западе города Новокузнецка, в 24 км от центра города. До изменения границ города располагался в Прокопьевском районе на территории Калачевского поселения, 25 мая 2022 года депутаты Законодательного собрания Кемеровской области — Кузбасса поддержали инициативу о присоединении к Новокузнецку территории аэропорта и дороги к нему. Аэропорт соседствует с микрорайоном Спиченково Зенковского района города Прокопьевска.

## Общая информация
Аэропорт обслуживает как внутренние, так и международные рейсы. Носит имя лётчика-космонавта, единственного ныне живущего космонавта из первого отряда космонавтов СССР Бориса Волынова, детство и юность которого прошли в соседнем Прокопьевске.
Аэропорт является аэродромом класса В, способным принять следующие типы воздушных судов:
Airbus А319, Airbus A320, Airbus A321, Boeing 737, Boeing 757, Boeing 767, Embraer ERJ-135, Embraer-170, Embraer-175, Embraer-195, Bombardier CRJ200, Bombardier Challenger 300, Bombardier Challenger 600, ATR-42, ATR-72, Gulfstream G200, Gulfstream G550, Cessna-208B Grand Caravan, Cessna 525, Cessna 182, Ан-12, Ан-24, Ан-28, Sukhoi Superjet 100 и их модификации, а также Ил-18, Ил-76, Ил-114, Ту-134, Ту-154, Ту-204, Ту-214, Як-42; а также вертолеты всех типов и модификаций.
Аэропорт имеет одну полосу с искусственным железобетонным покрытием размером 2679х45 метров. В июне 2025 года начался ремонт взлетно-посадочной полосы, завершение которого планируется в сентябре этого же года.
Аэропорт оборудован различными сервисами для пассажиров с особенностями здоровья: режим «Суперслух», тактильная навигация, кресла-коляски и помощь обученного персонала.

## История
Новокузнецкое авиапредприятие основано 17 августа 1952 года путём слияния нескольких ведомственных авиаколлективов и постановки их имущества на баланс Западно-Сибирского управления Гражданского воздушного флота (ГВФ). Место базирования — аэродром Абагур. Первый командир — Муравьев Михаил Федорович.
Объединение разрозненных авиаколлективов в одно предприятие оказало благотворное влияние на развитие авиации на юге Кузбасского региона. На смену легендарным самолётам По-2 в январе 1953 года был получен первый самолёт Ан-2. C 1952 по 1967 год Новокузнецким Государственным авиационным предприятием эксплуатировались самолёты Як-12, Ан-2, вертолёты К-15, Ми-1, Ми-4. В марте 1954 года организован 184-й авиаотряд из всех авиаотрядов, находящихся в районе Новокузнецка. С началом эксплуатации самолётов Ан-2, Як-12 и вертолётов Ми-1, Ми-4 увеличился численный состав авиаотряда, и к концу 1956 года он насчитывал уже 172 человека. Вместе с численностью и техническим парком рос объём выполняемых работ по обслуживанию и перевозкам пассажиров и удовлетворению потребностей народного хозяйства. Открылись новые рейсы в Новосибирск, Кемерово, Томск и другие населённые пункты.
С получением вертолётов Ми-1 и Ми-4 география полётов значительно расширилась. Начиная с 1960 года, предприятие принимает активное участие по освоению нефтегазовых месторождений Томской, Тюменской областей. В апреле 1964 года 184-й авиаотряд полностью перебазировался в Бунгур. В 1960-е годы проводилась интенсивная работа на самолётах Ан-2 по обеспечению нужд сельского хозяйства. Самолёты Ан-2 Новокузнецкого авиапредприятия работали на полях Кемеровской области, Узбекистана, Казахстана и других регионов Советского Союза, внося свой вклад в повышение урожайности полей и обеспечение сбора хлопка.
В 1968 году был введён в строй современный аэропорт «Новокузнецк» в районе посёлка Спиченково, включающий в себя взлётно-посадочную полосу с твёрдым покрытием, аэровокзал, гостиницу и всю необходимую инфраструктуру для обеспечения жизнедеятельности авиапредприятия. С этого года и по 1985 год авиапредприятие выполняло воздушные перевозки на самолётах Ил-14, Ан-24, Ил-18 и вертолётах Ми-2, Ми-4, Ми-8. Жители юга Кузбасса получили возможность улететь в Москву, на Дальний Восток и курорты Черноморского побережья на самолётах Ил-18.
В 1985 году завершено строительство новой ВПП длиной 2680 м и начались регулярные полёты самолётов Ту-154. В 1986 году введён в эксплуатацию комбинат общественного питания с столовой и цехом бортового питания.
С 1990 года самолётами Ту-154 Новокузнецкого объединённого авиаотряда стали выполняться рейсы в Москву. В 1991 году начато строительство нового здания аэровокзала, котельной, двух ангаров, аварийно-спасательной станции. К 1993 году в авиапредприятии насчитывалось 9 самолётов Ту-154, из них 3 самолёта Ту-154М и 6 — Ту154Б, 6 самолётов Ан-24, 5 самолётов Ан-26, 10 вертолётов Ми-8 и 10 вертолётов Ми-2. В 1995 году введено в эксплуатацию здание амбулатории для медицинского обслуживания работников авиапредприятия. Численность работников к 1996 году − 1464 человека. К 1998 году расширилась география полётов не только по России — выполнялись международные чартерные рейсы. К началу 1998 года в предприятии сложилась крайне сложная финансовая обстановка. В результате 26 февраля 1998 года Арбитражный суд Кемеровской области ввёл арбитражное управление предприятием и назначил Белозёрова Виктора внешним управляющим. 25 августа 1999 года ЗАО «Аэрокузбасс» на открытых торгах приобрело имущественный комплекс ОАО «Аэрокузнецк». В ноябре 2000 года введён в действие ангар для выполнения любых форм технического обслуживания и доработок на самолётах класса Ту-154 и ниже.
5 апреля 2012 года аэропорту Новокузнецка присвоен статус международного. 15 декабря 2012 года выполнен первый международный рейс в Бангкок. 25 сентября 2018 Кемеровский облсовет принял решение о присвоении аэропорту Новокузнецк имени Бориса Волынова, а 20 августа 2021 года был открыт памятный сквер с бюстом Бориса Волынова.
С осени 2021 года «Аэрокузбасс» перешёл под контроль En+ (ООО «Сибирские аэропорты»). 25 мая 2022 года депутаты Законодательного собрания Кемеровской области — Кузбасса поддержали инициативу о присоединении к Новокузнецку территории аэропорта имени Волынова и дороги к нему. Вокруг территории аэропорта планировалось образовать Седьмой район. В ноябре 2022 года территорию вокруг аэропорта присоединяют к Куйбышевскому району.
В ноябре 2023 года аэропорт Новокузнецк открыл единственный в России удаленный багажный терминал в Шерегеше.
25 февраля 2025 года открыт новый пассажирский терминал площадью 19,5 тыс. м² на 580 пассажиров в час с 5 выходами на посадку и 3 телетрапами. В аэровокзале применена уникальная система обработки горнолыжного снаряжения, так как в сезон около 50% обслуживаемого багажа - лыжи и сноуборды. Участие в открытии приняли Олег Дерипаска и Борис Волынов. При этом старый терминал будет снесён и на его месте будет организована парковка для маломобильных пассажиров. К 2030 году пассажиропоток вырастет до 1 млн пассажиров в год. 

## Авиакомпании и направления
Ниже перечислены работающие в аэропорту авиакомпании и обслуживаемые ими направления по состоянию на июль 2025 года:

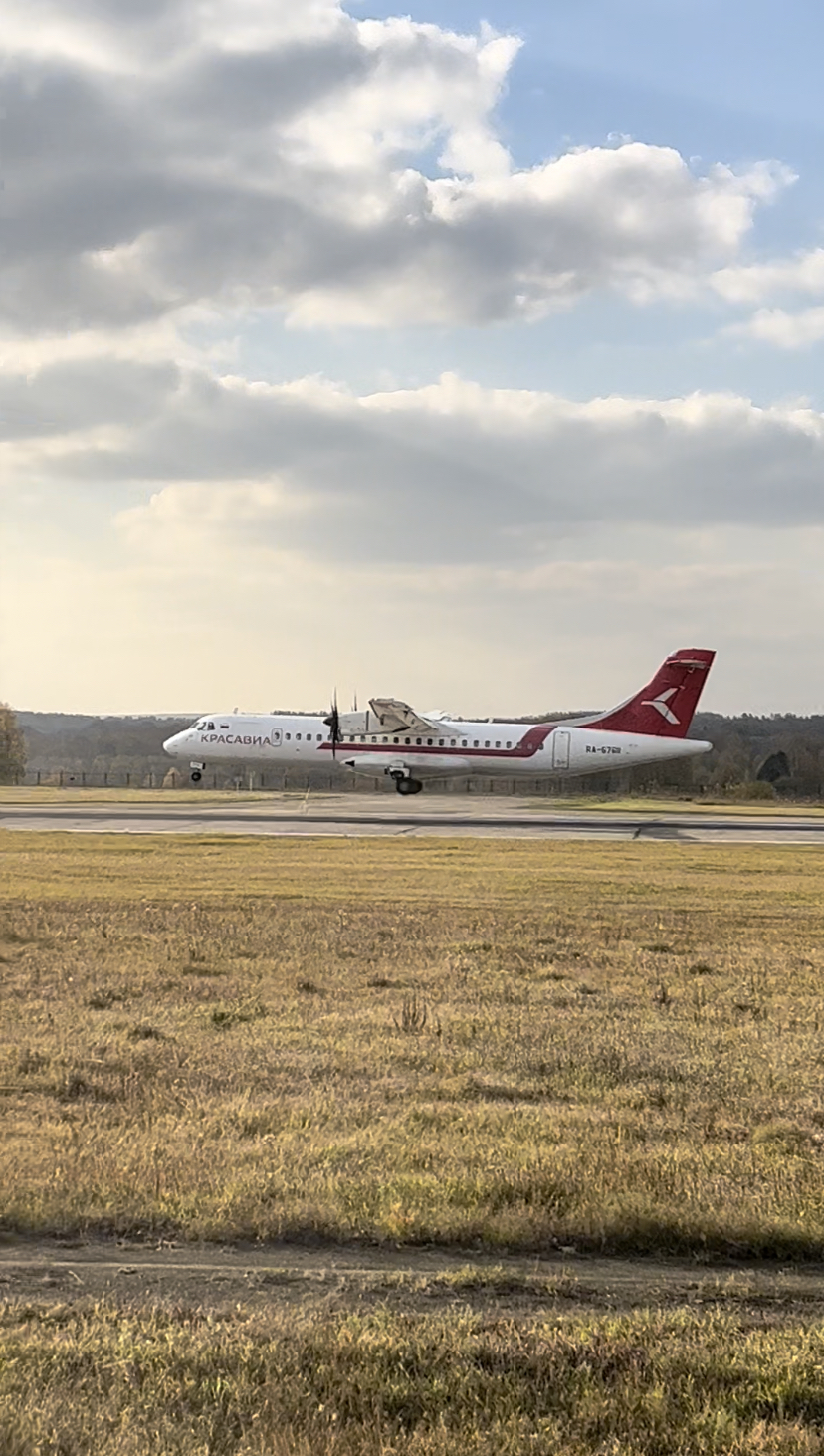
Самолёт ATR-72 авиакомпании «КрасАвиа» в аэропорту Новокузнецка

## Показатели деятельности
| год             | 1993  | 1994  | 1995  | 1996  | 1997  | 1998  | 1999  | 2000  | 2001  |
| тыс. пассажиров | 161   | ▼131  | ▼116  | ▼64,7 | ▼47,7 | ▼43,0 | ▲50,0 | ▼37,0 | ▲37,4 |
| год             | 2002  | 2003  | 2004  | 2005  | 2006  | 2007  | 2008  | 2014  | 2015  |
| тыс. пассажиров | ▲42,7 | ▲53,3 | ▲65,0 | ▼57,9 | ▼50,3 | ▲70,6 | ▼58,1 | ▲214  | ▼210  |
| год             | 2016  | 2017  | 2018  | 2019  | 2020  | 2021  | 2022  | 2023  | 2024  |
| тыс. пассажиров | ▼188  | ▲234  | ▲247  | ▲256  | ▼199  | ▲398  | ▲416  | ▲534  | ▲581  |
| Источники:      |       |       |       |       |       |       |       |       |       |

Основные показатели за 2024 год: пассажиропоток 581 422 пассажиров (▲8,8%), выручка 2,4 млрд. руб. (▲32%), чистая прибыль (по РСБУ) 313 млн. руб. (▲9%).
К 2027 году планируется увеличение пассажиропотока до более 1 млн. пассажиров в год.

## Инфраструктура
В составе аэропортового комплекса имеется цех бортового питания, зал повышенной комфортности, обслуживающие пассажиров бизнес-класса, охраняемая автостоянка, комната матери и ребёнка. Рядом с аэропортом расположена гостиница на 97 мест.

## Ближайшие аэропорты в других городах
- Кемерово (170 км)
- Горно-Алтайск (217 км)
- Барнаул (227 км)
- Абакан (296 км)
- Новосибирск (Толмачёво) (305 км)
- Томск (305 км)
- Красноярск (Емельяново) (445 км)